# Trouble de la parole
Ne doit pas être confondu avec Trouble de la communication ou Trouble du langage.
 Mise en garde médicale
Un trouble de la parole est un problème de communication lié à la parole. Il s'agit d'un trouble caractérisé par l'impossibilité d'émettre un son articulé et modulé dont l'enchaînement des syllabes constitue des mots compréhensibles. Un trouble de la parole génère donc un trouble du langage.
Une personne dans l'incapacité de parler à cause d'un trouble de la parole est désignée comme muette.

## Classification
La classification de la parole normale et du trouble de la parole sont plus problématiques qu'il n'y parait Par une classification stricte, seulement 5 % à 10 % de la population possède une manière normale de communiquer par la parole (avec respect de tous les paramètres) et une voix correcte; tous les autres souffrent de dysfonctionnement ou autres.
- Bégaiement, affecte approximativement 1 % de la population.
- Dysprosodie, le plus rare trouble neurologique de la parole. Caractérisé par des changements dans l'intensité, dans la synchronisation des mots et dans le rythme, la cadence et l'intonation de mots[3].
- Mutisme ou aphasie, incapacité de parler.
- Troubles des cordes vocales, implique une difficulté à produire des sons vocaux (plus souvent des consonnes, comme /z/ or /r/).
- Troubles de la voix, implique des difficultés, souvent physiques, dans la fonction du larynx ou de la résonance vocale.
- Dysarthrie, faiblesse ou paralysie des cordes vocales causée par des dommages aux nerfs et/ou au cerveau. La dysarthrie est souvent causée par un accident vasculaire cérébral, la maladie de Parkinson, SLA, des blessures à la tête ou au cou, un accident chirurgical, ou une infirmité motrice cérébrale.
- Apraxie de la parole, peut être le résultat d'un accident vasculaire cérébral ou être en développement, et implique une production de sons incohérentes de la parole dans un mot (par ex. « patate » peut devenir « tapate » et prochainement « tetapa »). La production des mots devient plus difficile avec l'effort, mais des phrases communes peuvent spontanément être parlées sans effort.

Il existe trois différents types de classification pour déterminer la magnitude des troubles de la parole et les traitements et thérapies à proprement parler.